# Dámaso Berenguer
Pour les articles homonymes, voir Berenguer.
 (décembre 2023).
Si vous disposez d'ouvrages ou d'articles de référence ou si vous connaissez des sites web de qualité traitant du thème abordé ici, merci de compléter l'article en donnant les références utiles à sa vérifiabilité et en les liant à la section « Notes et références ».
Dámaso Berenguer y Fusté, Comte de Xauen (San Juan de los Remedios, Cuba, 4 août 1873 - Madrid, 19 mai 1953) est un militaire et homme d'État espagnol, qui dirige le pays pendant une année environ (1930-1931) à la suite de la démission de Miguel Primo de Rivera.

## Biographie
Il participa aux campagnes de la guerre du Maroc en 1909 et devint une figure prestigieuse au sein de l'Armée, accédant au rang de général. En 1918, il fut ministre de la Guerre dans le gouvernement présidé par García Prieto. Le roi Alphonse XIII lui concéda en 1920 le titre de Comte de Chefchaouen (Conde de Xauen), en récompense de la prise de la ville du même nom en 1920 au cours d'une offensive menée en 1920 contre le rebelle rifain Abdelkrim.
Après avoir été nommé haut-commissaire dans la zone espagnole du protectorat au Maroc (poste qu'il occupa de janvier 1919 à juillet 1922), il conçut un plan ambitieux visant à la pacification et à l'occupation définitive du territoire du protectorat. Bien qu'il remportât quelques succès au début, avec la prise de Chefchaouen en 1920, l'opération tout entière échoua avec le désastre d'Anoual (1921), notamment à cause des négligences réitérées du général Fernández Silvestre, un de ses subalternes alors commandant général de la zone de Melilla. Silvestre, visiblement soutenu par le Roi Alphonse XIII, ne prêta pas attention aux recommandations de Berenguer de ne pas poursuivre son avancée dans la zone rebelle sans renforcer convenablement son arrière-garde. Cette procédure téméraire entraîna la défaite des Espagnols face aux troupes rifaines dirigées par Abd el-Krim. Poursuivi en Justice pour ses responsabilités et suspendu du service, il fut amnistié après le coup d'État de Primo de Rivera (1923). En 1924 il est nommé chef de la Maison militaire du Roi.

### À la tête du gouvernement espagnol
En janvier 1930, Primo de Rivera démissionne lorsque l'Armée lui retire son soutien, et le Roi charge Berenguer de former un nouveau gouvernement et de normaliser la situation politique qui s'était trouvée altérée par 7 ans de dictature. Le 30 janvier le nouveau gouvernement est constitué; il y assume, en plus de la présidence, le portefeuille de la Guerre. Les attentes vis-à-vis de ce gouvernement, qui serait popularisé par le surnom de « dictablanda », quant au retour à la normalité constitutionnelle, s'effondrent chez les partisans de la République et même chez les groupes monarchistes, qui avaient été mis à l'écart par la dictature. Ces derniers revendiquent une profonde révision de la législation ainsi que la récupération de leurs postes de députés, conseillers municipaux et professeurs d'Université qui avaient été suspendus en 1923.
Dans le but d'apaiser les esprits, Berenguer affirme que le nouveau gouvernement souhaite la pacification du pays et le retour à la normalité constitutionnelle, en promettant notamment la convocation d'élections générales, ce à quoi s'opposent les partis traditionnels (Parti libéral et Parti conservateur), démembrés à la suite de l'interlude dictatorial. Le mouvement ouvrier, qui retrouve sa vigueur après des années de répression, proteste vivement et l'ordre public connaît de grands troubles. Les partis républicains s'unissent pour provoquer la chute de la Monarchie et signent en août 1930 un pacte connu sous le nom d'Accord de Saint-Sébastien ; en décembre de la même année des militaires lancent le soulèvement de Jaca pour proclamer la République ; ses dirigeants, les capitaines Galán et García Hernández, sont arrêtés et fusillés après l'échec de la tentative.
Entre-temps, l'influent intellectuel José Ortega y Gasset a publié dans le journal El Sol, le 15 novembre 1930, un retentissant article intitulé « L'erreur Berenguer », dans lequel il fustige la tentative du régime monarchique de fermer la parenthèse de la dictature de Primo de Rivera, de « mettre en œuvre la politique du il ne s'est rien passé ici ». Ortega conclut : « Espagnols, votre État n'existe pas ! Reconstruisez-le ! Delenda est Monarchia ».
À la vue de tant de difficultés, Berenguer renonce le 14 février 1931; Alphonse XIII offre le gouvernement à Santiago Alba, qui le rejette et est remplacé par l'amiral Aznar. Deux mois plus tard, la monarchie chute à la suite des résultats des élections municipales qui donnaient les républicains vainqueurs dans la plupart des grandes villes du pays.
Berenguer a écrit un livre sur son étape à la tête du gouvernement du pays intitulé De la Dictadura a la República, publié en 1946 .